# Superstar (tomboyの曲)
「Superstar」（スーパースター）は、tomboyの1枚目のシングル。2007年11月14日にavex traxから発売。

## 概要
2006年秋に放送されたフジテレビ系の特番「部活」での共演していたのがきっかけで結成されたソニンと大沢あかねによる女性歌手ユニット「tomboy」の1枚目のシングルである。「CD＋DVD」と「CDシングル」の2形態で発売。
韓国の歌手グループであるJEWELRYが2005年にGIZA studioより発表した「Superstar」のカバーであり、訳詞はH.U.B.が担当した。
デビュー後TBS系の『うたばん』に出演した際デビューシングルがオリコン10位以内ランクインしなければ罰ゲームを執行するという企画を用意してこれを承諾した。
翌年の2008年以降は目立った活動が見られておらず、現時点で、tomboyの唯一のシングルとなっている。

## 収録曲

### CD
1. Superstar
2. Superstar -RAM RIDER MIX-
3. Superstar -TV MIX-
4. Superstar -HIRO Down Under Remix-
5. Superstar -Instrumental-

### DVD
1. Superstar music video
2. Superstar 振り付けビデオ

## タイアップ
- テレビ東京系『スキバラ』2007年11月度エンディングテーマ(M-1)
- avex trax「ミュゥモ」TV-CMソング